# Man of Might

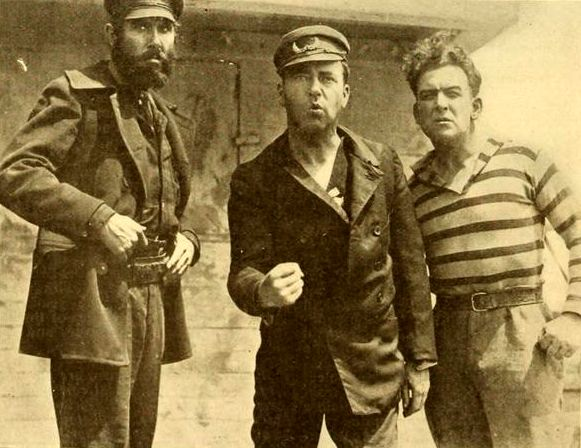
Cena do seriado Man of Might.

Man of Might é um seriado estadunidense de 1919, no gênero Ação, dirigido por William Duncan e Clifford Smith, em 15 capítulos, estrelado por William Duncan, Edith Johnson e Joe Ryan. Foi produzido e distribuído pela Vitagraph Company of America.
Este seriado é considerado perdido.

## Sinopse
Aventura situada na América do Sul, que gira em torno da caça a um tesouro escondido, cuja localização é mostrada em um mapa que foi dividido em seis partes.

## Elenco
- William Duncan	 ...	Dick Van Brunt
- Edith Johnson	 ...	Polly Ransome
- Joe Ryan	 ...	Scarface Bender
- Walter Rodgers	 ...	George Tell
- Del Harris	 ...	Joseph Tebbins
- Frank Tokunaga	 ...	Chu Chen Ling (creditado Frank Tokonaga)
- Otto Lederer[4]	 ...	Juan Diaz
- Willie Calles	 ...	Tomas, o chefe índio
- George Kuwa

## Capítulos
1. The Riven Flag
2. The Leap Through Space
3. The Creeping Death
4. The Gripping Hand
5. The Human Shield
6. The Height of Torment
7. Into the Trap
8. The One Chance
9. The Crashing Horror
10. Double Crossed
11. The Ship of Dread
12. The Volcano's Prey
13. The Flood of Despair
14. The Living Catapult
15. The Rescue